# Anstruther
Anstruther é uma cidade costeira em Fife, Escócia, situada na costa norte do Firth of Forth e 14 quilômetros ao sul-sudeste de St. Andrews. A cidade é composta por dois assentamentos, Anstruther Easter e Anstruther Wester, que são divididos por um riacho, o Dreel Burn. Com uma população de 3,5 mil habitantes, é a maior comunidade na costa norte do Firth of Forth, conhecida como East Neuk. A leste, funde-se com a aldeia de Cellardyke.